# Steinsdalsfossen
Steinsdalsfossen (còn gọi là Øvsthusfossen hay Øfsthusfossen) là một thác nước ở làng Steine trong khu đô thị của Kvam, hạt Hordaland, Na Uy. Nơi đây là một trong những địa điểm du lịch có lượng khách du lịch nhiều nhất ở Na Uy. Thác Steinsdalsfossen cao 46 mét (151 ft), tầng dốc dài nhất 20 mét (66 ft), và khối lượng nước đạt cao nhất khi tuyết tan vào tháng 5 và tháng 6. Steinsdalsfossen là một phần của sông Fosselva, có nguồn gốc từ nước của hồ Myklavatnet, nơi cao nhất của thác nước có độ cao 814 mét (2.671 ft) so với mực nước biển.
Thác hình thành năm 1699. Vào mùa hè (cách nhau 2 năm), Hoàng đế Wilhelm II của Đức đến thăm Steinsdalsfossen, bắt đầu từ năm 1889 đến khi bắt đầu chiến tranh thế giới thứ nhất vào năm 1914.

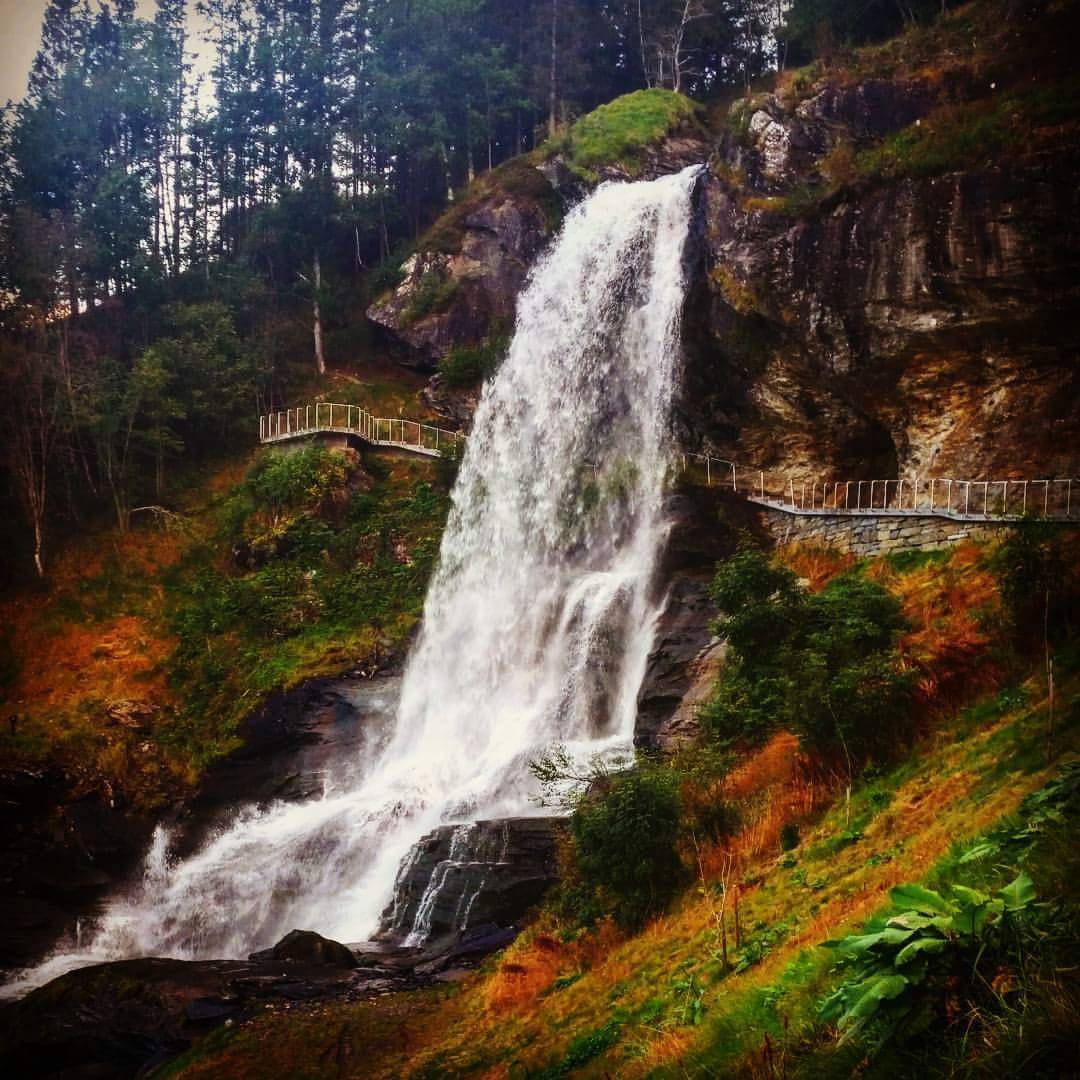
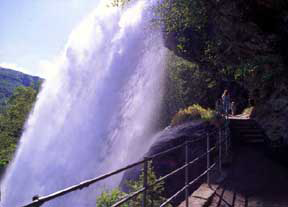